# Dante Agostini
Pour les articles homonymes, voir Agostini.
Dante Agostini (né en 1921 à Mercatello sul Metauro, dans la province de Pesaro et Urbino, dans les Marches, en Italie centrale, et mort le 20 avril 1980 dans le 19e arrondissement de Paris) est un batteur et pédagogue français d'origine italienne.

## Biographie
Il est connu pour avoir cofondé, en 1965, avec Kenny Clarke l'école de batterie qui porte son nom, originellement appelée école de batterie Dante Agostini - Kenny Clarke. Au sein de cette école, il développe la méthode d'apprentissage la plus volumineuse de cet instrument, du débutant au professionnel. La « méthode Agostini » comporte actuellement plus de trente fascicules et trois CD. Ce sont les méthodes les plus vendues en France.
Il a en outre systématisé un système de partition permettant à n'importe quel batteur d'interpréter fidèlement une composition (indication des doigtés, uniformité des symboles et de leurs emplacements sur la partition).
En tant que batteur il joua avec, entre autres, Jacques Hellian, Frank Sinatra, Jerry Lewis, Luis Mariano, Charles Trenet et Tino Rossi.